# Godzilla (franchise)

Logo del franchise

Godzilla è un media franchise composto da film, serie televisive, romanzi, fumetti, videogiochi e altri prodotti. Il franchise è incentrato sull'immaginario kaiju Godzilla, un mostro rettile preistorico risvegliato e alimentato dalle radiazioni nucleari. Il franchise è riconosciuto dai Guinness dei primati come il "franchise cinematografico più longevo", essendo in produzione dal 1954, con diverse interruzioni di varia durata. Il franchise cinematografico è composto da 38 film: 33 film giapponesi prodotti e distribuiti dalla Toho e cinque film americani, il primo dei quali è stato prodotto da TriStar Pictures e i restanti da Legendary Pictures. L'ultimo film di Godzilla è Godzilla e Kong - Il nuovo impero, uscito nel 2024.

## Era Shōwa (1954-1975)
| Nr.       | Film                                          | Anno      | Regia            | Effetti speciali                                                                            | Mostri                               |
| Era Shōwa | Era Shōwa                                     | Era Shōwa | Era Shōwa        | Era Shōwa                                                                                   | Era Shōwa                            |
| --------- | --------------------------------------------- | --------- | ---------------- | ------------------------------------------------------------------------------------------- | ------------------------------------ |
| 1         | Godzilla                                      | 1954      | Ishirō Honda     | Eiji Tsuburaya                                                                              | Godzilla                             |
| 2         | Il re dei mostri                              | 1955      | Motoyoshi Oda    | Eiji Tsuburaya                                                                              | Anguirus                             |
| 3         | Il trionfo di King Kong                       | 1962      | Ishirō Honda     | Eiji Tsuburaya                                                                              | King Kong, the Oodako                |
| 4         | Watang! Nel favoloso impero dei mostri        | 1964      | Ishirō Honda     | Eiji Tsuburaya                                                                              | Mothra                               |
| 5         | Ghidorah! Il mostro a tre teste               | 1964      | Ishirō Honda     | Eiji Tsuburaya                                                                              | King Ghidorah, Rodan, Mothra         |
| 6         | L'invasione degli astromostri                 | 1965      | Ishirō Honda     | Eiji Tsuburaya                                                                              | King Ghidorah, Rodan                 |
| 7         | Il ritorno di Godzilla                        | 1966      | Jun Fukuda       |                                                                                             | Ebirah, Mothra, the Ookondoru        |
| 8         | Il figlio di Godzilla                         | 1967      | Jun Fukuda       | Minilla, Kumonga, Kamacuras                                                                 |                                      |
| 9         | Gli eredi di King Kong                        | 1968      | Ishirō Honda     | King Ghidorah, Rodan, Mothra, Anguirus, Minilla, Kumonga, Manda, Gorosaurus, Baragon, Varan |                                      |
| 10        | Gojira Minira Gabara - All kaijū dai shingeki | 1969      | Ishirō Honda     | Ishirō Honda Teruyoshi Nakano                                                               | Minilla, Gabara                      |
| 11        | Godzilla - Furia di mostri                    | 1971      | Yoshimitsu Banno | Teruyoshi Nakano                                                                            | Hedorah                              |
| 12        | Godzilla contro i giganti                     | 1972      | Jun Fukuda       | Teruyoshi Nakano                                                                            | Gigan, King Ghidorah, Anguirus       |
| 13        | Ai confini della realtà                       | 1973      | Jun Fukuda       | Teruyoshi Nakano                                                                            | Megalon, Jet Jaguar, Gigan, Anguirus |
| 14        | Godzilla contro i robot                       | 1974      | Jun Fukuda       | Teruyoshi Nakano                                                                            | Mechagodzilla, King Caesar, Anguirus |
| 15        | Distruggete Kong! La Terra è in pericolo!     | 1975      | Ishirō Honda     | Teruyoshi Nakano                                                                            | Mechagodzilla 2, Titanosaurus        |

### Godzilla(1954)
Una sera, una misteriosa e gigantesca creatura arriva sulla spiaggia e devasta il villaggio di pescatori. Una spedizione sul posto, capeggiata dal paleontologo Kyohei Yamane, sua figlia Emiko e un giovane ufficiale della marina chiamato Hideto Ogata, scopre qualcosa di molto più terrificante sul conto della creatura che ha compiuto la razzia: esso è un mostro alto 50 metri, che i nativi chiamano Gojira. Secondo il professor Yamane Gojira, o Godzilla, è un rappresentante di una specie di dinosauri sopravvissuti all'estinzione che vivevano nei fondali marini. In seguito agli esperimenti nucleari, Godzilla ha assorbito le radiazioni diventando estremamente forte e resistente, e in grado di sputare raggi distruttivi.

### Il re dei mostri(1955)
In attesa di soccorsi su un'isola deserta, due uomini assistono al combattimento tra Godzilla, un altro esemplare della sua specie probabilmente parente del Godzilla ucciso un anno prima,e un altro mostro preistorico. I due uomini fanno giusto in tempo a fotografare le due creature prima che precipitino in mare.
Le foto vengono consegnate al professor Yamane, che riconosce nell'avversario di Godzilla un Anchilosauro probabilmente mutato anch'esso dalle radiazioni, che viene battezzato Angilas.

## Era Heisei (1984-1995)
| Nr.        | Film                          | Anno       | Regia          | Effetti speciali | Mostri                                                               |
| Era Heisei | Era Heisei                    | Era Heisei | Era Heisei     | Era Heisei       | Era Heisei                                                           |
| ---------- | ----------------------------- | ---------- | -------------- | ---------------- | -------------------------------------------------------------------- |
| 16         | Il ritorno di Godzilla        | 1984       | Kōji Hashimoto | Teruyoshi Nakano | Shockirus(Giant Sea Lice)                                            |
| 17         | Godzilla contro Biollante     | 1989       | Kazuki Ōmori   | Kōichi Kawakita  | Biollante                                                            |
| 18         | Godzilla contro King Ghidorah | 1991       | Kazuki Ōmori   | Kōichi Kawakita  | King Ghidorah, Mecha-King Ghidorah, the Dorats, Godzillasaurus       |
| 19         | Godzilla contro Mothra        | 1992       | Takao Ōkawara  | Kōichi Kawakita  | Mothra, Battra                                                       |
| 20         | Gojira VS Mekagojira          | 1993       | Takao Ōkawara  | Kōichi Kawakita  | Mechagodzilla, Super Mechagodzilla, Rodan, Fire Rodan, Baby Godzilla |
| 21         | Gojira VS Space Gojira        | 1994       |                | Kōichi Kawakita  | SpaceGodzilla, Moguera, Fairy Mothra, Little Godzilla                |
| 22         | Gojira VS Destroyer           | 1995       | Takao Ōkawara  | Kōichi Kawakita  | Destoroyah, Godzilla Junior                                          |

## Era Millennium (1999–2004)
| Nr.            | Film                                          | Anno           | Regia           | Effetti speciali | Mostri                                    |
| Era Millennium | Era Millennium                                | Era Millennium | Era Millennium  | Era Millennium | Era Millennium                            |
| -------------- | --------------------------------------------- | -------------- | --------------- | --- | ----------------------------------------- |
| 23             | Gojira 2000 - Millennium                      | 1999           | Takao Ōkawara   | Kenji Suzuki | Orga, the Millennian                      |
| 24             | Gojira × Megaguirus - G shōmetsu sakusen      | 2000           |                 | Kenji Suzuki | Megaguirus, the Meganulons, the Meganulas |
| 25             | Gojira Mosura King Gidora - Daikaijū sōkōgeki | 2001           | Shūsuke Kaneko  | | King Ghidorah, Mothra, Baragon            |
| 26             | Gojira × Mekagojira                           | 2002           | Masaaki Tezuka  | | Mechagodzilla                             |
| 27             | Gojira × Mosura × Mekagojira - Tōkyō SOS      | 2003           | Masaaki Tezuka  | | Mechagodzilla, Mothra, Kamoebas           |
| 28             | Gojira - Final Wars                           | 2004           | Ryūhei Kitamura | Monster X, Keizer Ghidorah, Zilla, Rodan, Mothra, Gigan, King Caesar, Anguirus, Minilla, Kumonga, Kamacuras, Manda, Hedorah, Ebirah |                                           |

## Era Reiwa (2016-presente)
| Nr.       | Film                             | Anno      | Regia                       | Effetti speciali                | Mostri                                                                   |
| Era Reiwa | Era Reiwa                        | Era Reiwa | Era Reiwa                   | Era Reiwa                       | Era Reiwa                                                                |
| --------- | -------------------------------- | --------- | --------------------------- | ------------------------------- | ------------------------------------------------------------------------ |
| 29        | Shin Godzilla                    | 2016      | Hideaki Anno Shinji Higuchi | Shinji Higuchi Katsuro Onoue    | N.D.                                                                     |
| 30        | Godzilla - Il pianeta dei mostri | 2017      | Kōbun Shizuno               | N.D.                            | Servum, Dogora, Dagahra, Orga, Kamacuras, Anguirus, Rodan, Mechagodzilla |
| 31        | Godzilla - Minaccia sulla città  | 2018      | Kōbun Shizuno               | N.D.                            | Mechagodzilla City, Servum, Vulture                                      |
| 32        | Godzilla - Mangiapianeti         | 2018      | Kōbun Shizuno               | N.D.                            | King Ghidorah, Mothra, Servum                                            |
| 33        | Godzilla Minus One               | 2023      | Takashi Yamazaki            | Takashi Yamazaki Kiyoko Shibuya | N.D.                                                                     |
| 34        | Sequel di Godzilla Minus One     | 2026      |                             |                                 |                                                                          |

## Film statunitensi
| Film     | Anno | Regia           | Sceneggiatura                |
| -------- | ---- | --------------- | ---------------------------- |
| Godzilla | 1998 | Roland Emmerich | Dean Devlin, Roland Emmerich |

Legendary Pictures: il MonsterVerse

| Film                               | Anno | Regia             | Sceneggiatura                              | Mostri                                                     |
| ---------------------------------- | ---- | ----------------- | ------------------------------------------ | ---------------------------------------------------------- |
| Godzilla                           | 2014 | Gareth Edwards    | Max Borenstein                             | Godzilla, MUTO                                             |
| Godzilla II - King of the Monsters | 2019 | Michael Dougherty | Zach Shields                               | Mothra, King Ghidorah, Rodan, Scilla, Behemoth, Methuselah |
| Godzilla vs. Kong                  | 2021 | Adam Wingard      | Eric Pearson                               | Mechagodzilla                                              |
| Godzilla e Kong - Il nuovo impero  | 2024 | Adam Wingard      | Terry Rossio, Simon Barrett, Jeremy Slater | Scar King, Shimo, Tiamat                                   |
| Godzilla x Kong: Supernova         | 2027 |                   |                                            |                                                            |

## Serie televisive
Godzilla ha fatto apparizioni in vari media televisivi, tra cui Robot Chicken, Pappa e ciccia, Animaniacs, South Park, Malcolm, Chappelle's Show, I Rugrats, uno spot pubblicitario della Nike con Charles Barkley che combatte contro Godzilla e numerose apparizioni in I Simpsons.
Nel 1978 Hanna-Barbera ha prodotto la serie animata Godzilla ed è andata in onda per due stagioni sulla NBC. Nel 2022, Toho ha reso disponibile la serie completa in tutto il mondo sul proprio canale YouTube ufficiale.
Nel 1998 la Columbia TriStar Television ha prodotto Godzilla: The Series, sviluppata da Jeff Kline e Richard Raynis, la serie è il sequel del film del 1998 ed è andata in onda per due stagioni su Fox Kids.
Nel gennaio 2022, Legendary Television ha annunciato che Apple TV+ stava producendo una serie live-action ambientata nel MonsterVerse intitolata Monarch: Legacy of Monsters.
| Titolo                          | Anno        | Casa di produzione                                                              | Note |
| ------------------------------- | ----------- | ------------------------------------------------------------------------------- | --- |
| Zone Fighter                    | 1973        | Toho                                                                            | Nella serie è presente Godzilla in sette episodi.                                                                     |
| Godzilla                        | 1978 - 1979 | Toho, Hanna-Barbera                                                             | Nel 2006 sono stati pubblicati i primi otto episodi su DVD in due volumi come Godzilla: The Original Animated Series. |
| Godzilland                      | 1992        | Toho Animation                                                                  | |
| Godzilland 2                    | 1993        | Toho Animation                                                                  | |
| Get Going! Godzilland           | 1994 - 1996 | Toho Animation                                                                  | |
| Godzilla Island                 | 1997 - 1998 | Toho                                                                            | |
| Godzilla: The Series            | 1998 - 2000 | Adelaide Productions, Centropolis Television, Columbia TriStar Television, Toho | |
| Godzilla - Punto di singolarità | 2021        | Bones, Orange                                                                   | |
| Monarch: Legacy of Monsters     | 2023        | Legendary Television                                                            | Seconda serie televisiva del MonsterVerse                                                                             |

## Videogiochi
| Titolo                                                                          | Anno | Sistema                        |
| ------------------------------------------------------------------------------- | ---- | ------------------------------ |
| Godzilla                                                                        | 1983 | Commodore 64                   |
| Godzilla & the Martians                                                         | 1984 | ZX Spectrum                    |
| Godzilla vs. 3 Major Monsters                                                   | 1984 | MSX                            |
| Fierce Dragon Godzilla: Metropolis Destruction / Bōryū Gojira Daitoshi Kaimetsu | 1985 | FM-7, PC X-1                   |
| Godzilla                                                                        | 1985 | MSX                            |
| The Movie Monster Game                                                          | 1986 | Apple II, Commodore 64         |
| Monster's Fair                                                                  | 1986 | MSX                            |
| Godzilla Challenge One                                                          | 1987 | Video Challenger               |
| Godzilla                                                                        | 1988 | Commodore 16, Commodore Plus/4 |
| Godzilla: Monster of Monsters                                                   | 1988 | NES                            |
| Godzilla                                                                        | 1990 | Game Boy                       |
| Godzilla 2: War of the Monsters                                                 | 1992 | NES                            |
| Battle Soccer: Field no Hasha                                                   | 1992 | SNES                           |
| Godzilla                                                                        | 1993 | NEC PC-9801                    |
| Super Godzilla                                                                  | 1993 | SNES                           |
| Godzilla                                                                        | 1993 | Arcade                         |
| Kaijuu-Oh Godzilla                                                              | 1993 | Game Boy                       |
| Godzilla: Battle Legends                                                        | 1993 | PC Engine Duo                  |
| Godzilla: Kaijū daikessen                                                       | 1994 | SNES                           |
| Godzilla: The Atomar Nightmare                                                  | 1995 | ZX Spectrum                    |
| Godzilla: Heart-Pounding Monster Island                                         | 1995 | Sega Pico                      |
| Godzilla: Rettoushinkan / Godzilla: Archipelago Shock                           | 1995 | Sega Saturn                    |
| Godzilla: Giant Monster March                                                   | 1995 | Game Gear                      |
| Godzilla Movie Studio Tour                                                      | 1998 | CD-ROM                         |
| Godzilla Online                                                                 | 1998 | CD-ROM                         |
| Godzilla - The Aftermath                                                        | 1998 | Online                         |
| G-Patrol VR Combat Simulator                                                    | 1998 | Online                         |
| Godzilla                                                                        | 1998 | Flipper                        |
| Godzilla Trading Battle                                                         | 1998 | PS1                            |
| Godzilla Generations                                                            | 1998 | Dreamcast                      |
| Godzilla Generations: Maximum Impact                                            | 1999 | Dreamcast                      |
| Godzilla: The Series                                                            | 1999 | Game Boy Color                 |
| Godzilla: The Series - Monster Wars                                             | 2000 | Game Boy Color                 |
| Godzilla: Destroy All Monsters Melee                                            | 2002 | GameCube, Xbox                 |
| Godzilla: Domination!                                                           | 2002 | Game Boy Advance               |
| Godzilla: Save the Earth                                                        | 2004 | Xbox, PS2                      |
| CR Godzilla 3S-T Battle                                                         | 2006 | Pachinko                       |
| Godzilla: Pachislot Wars                                                        | 2007 | Pachislot                      |
| Godzilla: Unleashed                                                             | 2007 | Wii, PS2                       |
| Godzilla Unleashed: Double Smash                                                | 2007 | Nintendo DS                    |
| Godzilla: Monster Mayhem                                                        | 2009 | iOS                            |
| Godzilla Encounter                                                              | 2014 | iOS, Andorid                   |
| Godzilla: Crisis Defense                                                        | 2014 | Online                         |
| Godzilla: Strike Zone                                                           | 2014 | iOS, Android, Online           |
| Godzilla Smash3                                                                 | 2014 | iOS, Andorid                   |
| Godzilla                                                                        | 2014 | PS3, PS4                       |
| Godzilla: Kaiju Collection                                                      | 2015 | iOS, Andorid                   |
| Shin Godzilla                                                                   | 2016 | PlayStation VR                 |
| City Shrouded in Shadow                                                         | 2017 | PS4                            |
| Godzilla Defense Force                                                          | 2019 | iOS, Android                   |
| Godzilla Battle Line                                                            | 2021 | iOS, Android                   |
| Godzilla Destruction                                                            | 2021 | iOS, Android                   |
| Run Godzilla                                                                    | 2021 | iOS, Android                   |
| Godzilla: Voxel Wars                                                            | 2023 | Microsoft Windows              |